# 成田名璃子
成田 名璃子（なりた なりこ、1975年3月14日 - ）は、日本の小説家、ライトノベル作家。

## 経歴・人物
青森県生まれ、東京都在住。東京外国語大学仏語学科卒業。2011年2月、投稿作「逃げる雪男、追う鬼女」が第12回ボイルドエッグズ新人賞で最終候補に。同年10月、投稿作「やまびこのいる窓」が第18回電撃小説大賞〈メディアワークス文庫賞〉を受賞。翌年、受賞作を改稿・改題した『月だけが、私のしていることを見おろしていた。』（メディアワークス文庫）で作家デビューした。
デビュー後の2012年には、コピーライターとして勤めていた会社を退社し、専業作家となった。現在はフリーのコピーライターとしても活動している。

## 受賞歴
- 2012年 ： 第18回 電撃小説大賞〈メディアワークス文庫賞〉（『月だけが、私のしていることを見おろしていた。』）
- 2016年 ： 第12回 酒飲み書店員大賞 (『ベンチウォーマーズ』)

## 作品リスト

### アスキー・メディアワークス (KADOKAWA)
- 月だけが、私のしていることを見おろしていた。（メディアワークス文庫、2012年2月）ISBN 978-4-04-886474-9
- 悩み相談、ときどき、謎解き？ 〜占い師 ミス・アンジェリカのいる街角〜（メディアワークス文庫、2013年2月）ISBN 978-4-04-891428-4
- 悩み相談、ときどき、謎解き？ 2 〜占い師 ミス・アンジェリカの消えた街角〜（メディアワークス文庫、2013年11月）ISBN 978-4-04-866216-1
- ベンチウォーマーズ（メディアワークス文庫、2014年8月）ISBN 978-4-04-866783-8
- クラス会へようこそ : あの頃の想い、取りに帰ろう。（メディアワークス文庫、2015年4月）ISBN 978-4-04-865126-4
- 不動産男子のワケあり物件（メディアワークス文庫、2015年12月）ISBN 978-4-04-865676-4
- 幸せの青い贈りもの（メディアワークス文庫、2016年10月）ISBN 978-4-04-892485-6
- グランドスカイ（メディアワークス文庫、2018年2月）ISBN 978-4-04-893693-4
- 今日は心のおそうじ日和 素直じゃない小説家と自信がない私（メディアワークス文庫、2019年9月）ISBN 978-4-04-912686-0
- 今日は心のおそうじ日和2 心を見せない小説家と自分がわからない私（メディアワークス文庫、2021年2月）ISBN 978-4-04-913633-3
- 時かけラジオ ~鎌倉なみおとFMの奇跡~（メディアワークス文庫、2023年3月）ISBN 978-4-04-914412-3

### 幻冬舎
- 不機嫌なコルドニエ 靴職人のオーダーメイド謎解き日誌（幻冬舎文庫、2015年5月）ISBN 978-4-344-42342-8
- 坊さんのくるぶし 鎌倉三光寺の諸行無常な日常（幻冬舎文庫、2019年2月）ISBN 978-4-344-42835-5

### 光文社
- 東京すみっこごはん（光文社文庫、2015年8月）ISBN 978-4-334-76950-5
- 東京すみっこごはん 雷親父とオムライス（光文社文庫、2016年4月） ISBN 978-4-334-77272-7
- 東京すみっこごはん 親子丼に愛を込めて（光文社文庫 2017年4月）ISBN 978-4-334-77453-0
- 東京すみっこごはん 楓の味噌汁（光文社文庫 2018年9月）ISBN 978-4-334-77714-2
- 東京すみっこごはん レシピノートは永遠に（光文社文庫 2020年11月）ISBN 978-4-334-77916-0

### 角川春樹事務所
- ハレのヒ食堂の朝ごはん（ハルキ文庫、2016年5月）ISBN 978-4-7584-4003-5
- いつかみんなGを殺す（2023年7月）ISBN 978-4-7584-1442-5

### 新潮社
- 咲見庵三姉妹の失恋（新潮文庫、2018年6月）ISBN 978-4-10-121451-1
- 世はすべて美しい織物（2022年11月）ISBN 978-4-10-354841-6

### 徳間書店
- 月はまた昇る（2020年9月）ISBN 978-4-19-865155-8
  - 文庫版（徳間文庫、2023年6月）ISBN 978-4-19-894868-9

### 朝日新聞出版
- ひとつ宇宙の下（朝日文庫、2021年9月）ISBN 978-4-02-265001-6
  - 『一冊の本』（朝日新聞出版）2020年12月号 - 2021年5月号 連載。

### アンソロジー
「」内が成田名璃子の作品
- 黒い結婚 白い結婚（講談社 2017年3月）ISBN 978-4-06-220504-7 「いつか、二人で。」（初出：『小説現代』2016年6月号）
  - 文庫版（講談社文庫、2020年6月）ISBN 978-4-06-520036-0

### 単行本未収録作品
- 「ヤマワラウ」 - 『yomyom』2019年10月号 - 2020年8月号 連載
- 「ネイビー・ブートキャンプ」 - 『小説宝石』2023年9月号 掲載
- 「腐海の底からこんにちは」 - 『小説現代』2024年5月・6月合併号 掲載
- 「水、空気、推し」 - 『小説現代』2025年1月・2月合併号 掲載
- 「沼のロミオとジュリエット」 - 『小説現代』2025年4月号 掲載

## インタビュー・記事など
- 「わたしの逃避術」（『小説すばる』2016年4月号 掲載）全国書誌番号:00065413
- Interview 成田名璃子 「食べてさえいれば、なんとかなる」私のベースにある言葉です（『文蔵』131巻、PHP文庫「文蔵」編集部 編、2016年9月号掲載）全国書誌番号:01010170
- 新潮文庫『咲見庵三姉妹の失恋』刊行記念対談 小説は炎上しない（新潮社 波 2018年6月号）全国書誌番号:01010170
  - 成田 名璃子・燃え殻、両氏による対談。